# Year of the Dragon (album de Busta Rhymes)
Pour les articles homonymes, voir Year of the Dragon.
Albums de Busta Rhymes
Back on My B.S.
(2009) Extinction Level Event 2: The Wrath of God
(2020)
Singles
1. King Tut
Sortie : 22 mai 2012
2. Doin' It Again
Sortie : 1er août 2012

Year of the Dragon est le neuvième album studio du rappeur américain Busta Rhymes sorti en 2012. Il a été diffusé gratuitement sur la boutique en ligne Google Play de Google.

## Liste des titres
| No  | Titre | Contient un (des) sample(s) de                                                          | Durée |
| --- | --- | --------------------------------------------------------------------------------------- | ----- |
| 1.  | I'm Talking to You (Produit par Ty Fyffe)                                                                                 | Shout de Tears for Fears Get Ur Freak On de Missy Elliott                               | 3:33  |
| 2.  | Till We Die (featuring Rick Ross et Trey Songz – Produit par Dready Beats)                                                |                                                                                         | 4:27  |
| 3.  | Do That Thing (Produit par Focus...)                                                                                      | Ante Up (Robbing-Hoodz Theory) de M.O.P.                                                | 3:42  |
| 4.  | Make It Look Easy (featuring Gucci Mane – Produit par Ted Smooth)                                                         | Blues and Pants de James Brown                                                          | 3:37  |
| 5.  | Pressure (featuring Lil Wayne – Produit par Andrew « Pop » Wansel et Oak)                                                 |                                                                                         | 3:10  |
| 6.  | Love-Hate (featuring Robin Thicke – Produit par Mr. Porter)                                                               |                                                                                         | 3:57  |
| 7.  | Grind Real Slow (Produit par Bink!)                                                                                       |                                                                                         | 3:40  |
| 8.  | King Tut (featuring Reek da Villian et J-Doe – Produit par Jahlil Beats)                                                  | Flexing de Meek Mill                                                                    | 4:42  |
| 9.  | Sound Boy (featuring Cam'ron – Produit par Boi-1da)                                                                       |                                                                                         | 3:23  |
| 10. | Doin' It Again (featuring Reek da Villian et Chanel Nicole – Produit par Ted Smooth)                                      | I Don't Like de Chief Keef featuring Lil Reese Round & Round de Hi-Tek featuring Jonell | 3:28  |
| 11. | Wine & Go Down (featuring Vybz Kartel – Produit par Dready Beats)                                                         |                                                                                         | 3:32  |
| 12. | Movie (featuring J-Doe – Produit par Lamar « Mars » Edwards of 1500 or Nothin', Young Yonny (co.) et CyFyre (prod. add.)) |                                                                                         | 4:12  |
| 13. | Crazy (Produit par Dready Beats)                                                                                          |                                                                                         | 3:27  |
| 14. | Bleed the Same Blood (featuring Maino et Anthony Hamilton – Produit par Willy Will)                                       |                                                                                         | 3:46  |